# Pinzolo
Pinzolo (pron. Pinzòlo; Pinzöl in dialetto rendenese) è un comune italiano di 3 065 abitanti della provincia di Trento, nell'alta Val Rendena, situato all'inizio della Strada statale 239 di Campiglio che conduce al Passo Campo Carlo Magno.
È il maggiore centro della valle ed è situato su una piana prativa fra il Gruppo dell'Adamello a ovest e il Gruppo del Brenta a est. La chiesa di chìesa di San Vigilio intitolata a san Vigilio santo e vescovo trentino, conserva dipinta una famosa cinquecentesca danza macabra opera di Simone II Baschenis, che all'interno dell'edificio ha lasciato, nel presbiterio e nell'abside, affreschi vari tra i quali ci sono la Crocefissione, immagini di apostoli ed episodi della vita del santo.

## Storia
Nel 1915, il paese vive anni difficili a causa della prima guerra mondiale. La vicinanza con il confine italiano e la requisizione delle scorte di grano, crearono alla popolazione diversi problemi. Molti uomini vennero arruolati forzatamente nelle schiere dell'esercito Austro- Ungarico e dovettero difendere il confine sul monte Adamello combattendo contro gli Italiani. Questi avvenimenti sono raccontati nel romanzo La penna del Corvo Bianco.
La circoscrizione territoriale ha subito le seguenti modifiche:
- nel 1928: aggregazione di territori dei soppressi comuni di Carisolo, Giustino e Massimeno;
- nel 1952: distacco di territori per la ricostituzione dei comuni di Carisolo (Censimento 1951: pop. res. 560), Giustino (Censimento 1951: pop. res. 467) e Massimeno (Censimento 1951: pop. res. 137).[7]

### Simboli
Lo stemma è stato concesso con regio decreto del 28 giugno 1928.
Il gonfalone è un drappo di porpora.

## Monumenti e luoghi d'interesse
- Chiesa di San Vigilio, dedicata al santo vescovo Vigilio di Trento, conserva affreschi del XV secolo e XVI secolo, tra cui la Danza macabra lavoro di Simone II Baschenis.
- Chiesa di San Lorenzo. La sua torre campanaria in stile gotico dell'altezza di 72 metri è la più alta del Trentino.[9]
- Chiesa di Santa Maria Antica nella frazione di Madonna di Campiglio
- Chiesa di Sant'Antonio Abate vecchia nella frazione di Sant'Antonio di Mavignola

## Società

### Evoluzione demografica
Abitanti censiti

### Emigrazione
Pinzolo come gran parte della Val Rendena è stata terra di emigrazione verso molti paesi del mondo inclusi Stati Uniti e Gran Bretagna. Molti di questi emigranti sono rimasti nelle nazioni di destinazione mentre altri sono rientrati nelle loro valli.
Un mestiere che un tempo era diffuso e praticato dagli abitanti di Pinzolo era l'arrotino. A questo artigiano è stato dedicato un monumento situato all'ingresso dell'abitato.

### Etnie e minoranze straniere
Secondo i dati ISTAT al 31 dicembre 2015 la popolazione straniera residente era di 223 persone. Le nazionalità maggiormente rappresentate in base alla loro percentuale sul totale della popolazione residente erano:
- Romania 97 (3,11%)
- Albania 23 (0,74%)
- Ecuador 22 (0,71%)

## Economia

### Turismo

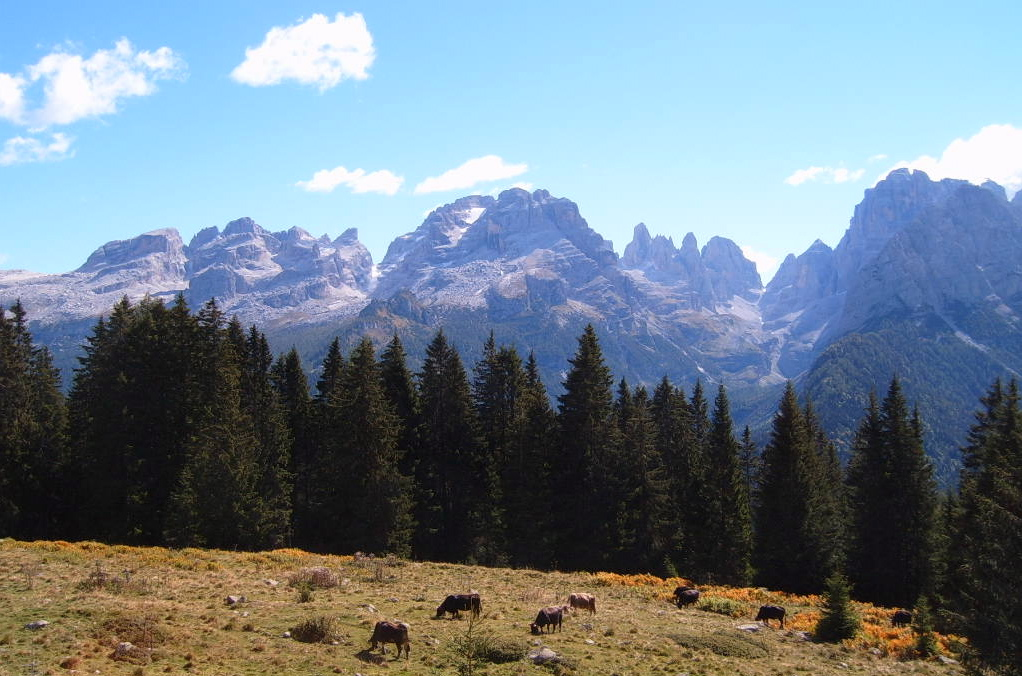
Dolomiti di Brenta

Pinzolo è una località turistica alpina; a pochi chilometri è situata la più nota e frequentata frazione di Madonna di Campiglio cosiddetta "Perla delle Dolomiti". Negli ultimi mesi del 2011 è stata realizzata una cabinovia all'avanguardia che collega le piste di Pinzolo a quelle di Madonna di Campiglio e Folgarida-Marilleva, dando origine a uno dei comprensori sciistici più estesi delle Alpi e il più esteso del Trentino: 150 chilometri di piste.
Il nuovo impianto è lungo quasi 5 chilometri, percorre 1100 metri di dislivello, comprende quattro stazioni (due di partenza/arrivo e due intermedie) e ha una capacità di 1800 persone l'ora. Strutture dedicate agli snowboarder sono l'Ursus Snowpark in loc. Grostè e il Brentapark in località Grual.
La Dolomitica è una pista da sci di Pinzolo, in due varianti: Star e Tour. Entrambe partono a 2100 metri di quota, sul Doss del Sabion e terminano a 852 metri, in località Tulot a Carisolo. La prima variante, lunga 3455 m, ha una pendenza media del 36%, la seconda, lunga 5750 m, ha una pendenza media del 22%.
Dolomitica Star: quota di partenza: 2100 m.s.l.m. quota di arrivo: 852 m.s.l.m. lunghezza: 3455 m dislivello: 1248 m difficoltà: nera pendenza media: 36% pendenza max.: 70% tracciato: Pista Rododendro, Variante Rododendro Cioca 2, Cioca 2, Tulot
La località gode di elevatissime affluenze sia per quanto riguarda la stagione invernale, sia per quella estiva. Ricca la dotazione di impianti sportivi di Pinzolo e della valle: campi da tennis, calcio, basket, pallavolo e beach volley, campi da golf, bocce, palaghiaccio, piscine, tiro con l'arco, minigolf, palestra, mountain bike, parapendio, percorsi vita.
Di notevole interesse storico è la chiesa di san Vigilio, il cui assetto attuale risale al 1515, famosa per le danze macabre; celebre l'affresco del 1539 di Simone Baschenis, pittore bergamasco che operò anche in altre chiese della Val Rendena e della Val di Sole.
Nel territorio comunale sono comprese anche la Val di Genova e la Val Nambrone, di grande interesse naturale e turistico.
Gran parte del territorio comunale fa parte del Parco naturale Adamello-Brenta.
Secondo uno studio condotto nel 2018, Pinzolo è risultata la località sciistica più economica in Italia.

## Amministrazione
Segue un elenco delle amministrazioni locali.
| Periodo | Periodo   | Primo cittadino     | Partito                                                               | Carica                    | Note   |
| ------- | --------- | ------------------- | --------------------------------------------------------------------- | ------------------------- | ------ |
| 1945    | 1946      | Romedio Binelli     |                                                                       | Sindaco                   |        |
| 1946    | 1947      | Francesco Bonapace  |                                                                       | Sindaco                   |        |
| 1947    | 1951      | Francesco Caola     |                                                                       | Sindaco                   |        |
| 1951    | 1952      | Mario Maturi        |                                                                       | Sindaco                   |        |
| 1952    | 1952      | Vigilio Caola       |                                                                       | Sindaco                   |        |
| 1952    | 1953      | Olimpio Maffei      |                                                                       | Sindaco                   |        |
| 1953    | 1956      | Romedio Binelli     |                                                                       | Sindaco                   |        |
| 1956    | 1957      | Mariano Beltrami    |                                                                       | Commissario straordinario |        |
| 1957    | 1969      | Pio Bruti           |                                                                       | Sindaco                   |        |
| 1969    | 1974      | Carmelo Binelli     |                                                                       | Sindaco                   |        |
| 1974    | 1978      | Riccardo Vidi       |                                                                       | Sindaco                   |        |
| 1978    | 1980      | Vigilio Maffei      |                                                                       | Sindaco                   |        |
| 1980    | 1984      | Gianfranco Bonapace |                                                                       | Sindaco                   |        |
| 1984    | 1990      | Giovanni Cominotti  |                                                                       | Sindaco                   |        |
| 1990    | 1994      | Eugenio Binelli     |                                                                       | Sindaco                   |        |
| 1994    | 1994      | Fabio Sponga        |                                                                       | Commissario straordinario |        |
| 1994    | 2005      | Mauro Mancina       | centro-destra                                                         | Sindaco                   |        |
| 2005    | 2005      | Enrico Negriolli    |                                                                       | Commissario straordinario |        |
| 2005    | 2007      | William Bonomi      | lista civica del PATT                                                 | Sindaco                   |        |
| 2007    | 2007      | Giorgio Paolino     |                                                                       | Commissario straordinario |        |
| 2007    | 2015      | William Bonomi      | lista civica del PATT                                                 | Sindaco                   |        |
| 2015    | in carica | Michele Cereghini   | liste civiche Insieme con voi, Radici e futuro, Giovani per il domani | Sindaco                   | [ 17 ] |

## Sport

### Società e circoli sportivi
Le società sportive che operano sul territorio sono:
- Agonistica Campiglio (sci alpino)
- Sporting Club Madonna di Campiglio (sci alpino)
- Campiglio Ski Team (sci alpino)
- Val Rendena Ski Club (sci alpino)
- Alpin GO Val Rendena (sci alpinismo)
- ACD Pinzolo Valrendena (calcio)
- HC. Valrendena (hockey su ghiaccio)
- S.G. Artistico Pinzolo (pattinaggio artistico)
- Val Rendena Figure Skating Club (Pattinaggio artistico)
- S.G. Pinzolo Velocità (short track)
- Tennis Club Pinzolo (tennis)
- Tennis Club Madonna di Campiglio (tennis)
- Par-Aria Club Parapendio Pinzolo (parapendio)[18]

È inoltre presente un golf club a Caderzone.

### Eventi sportivi

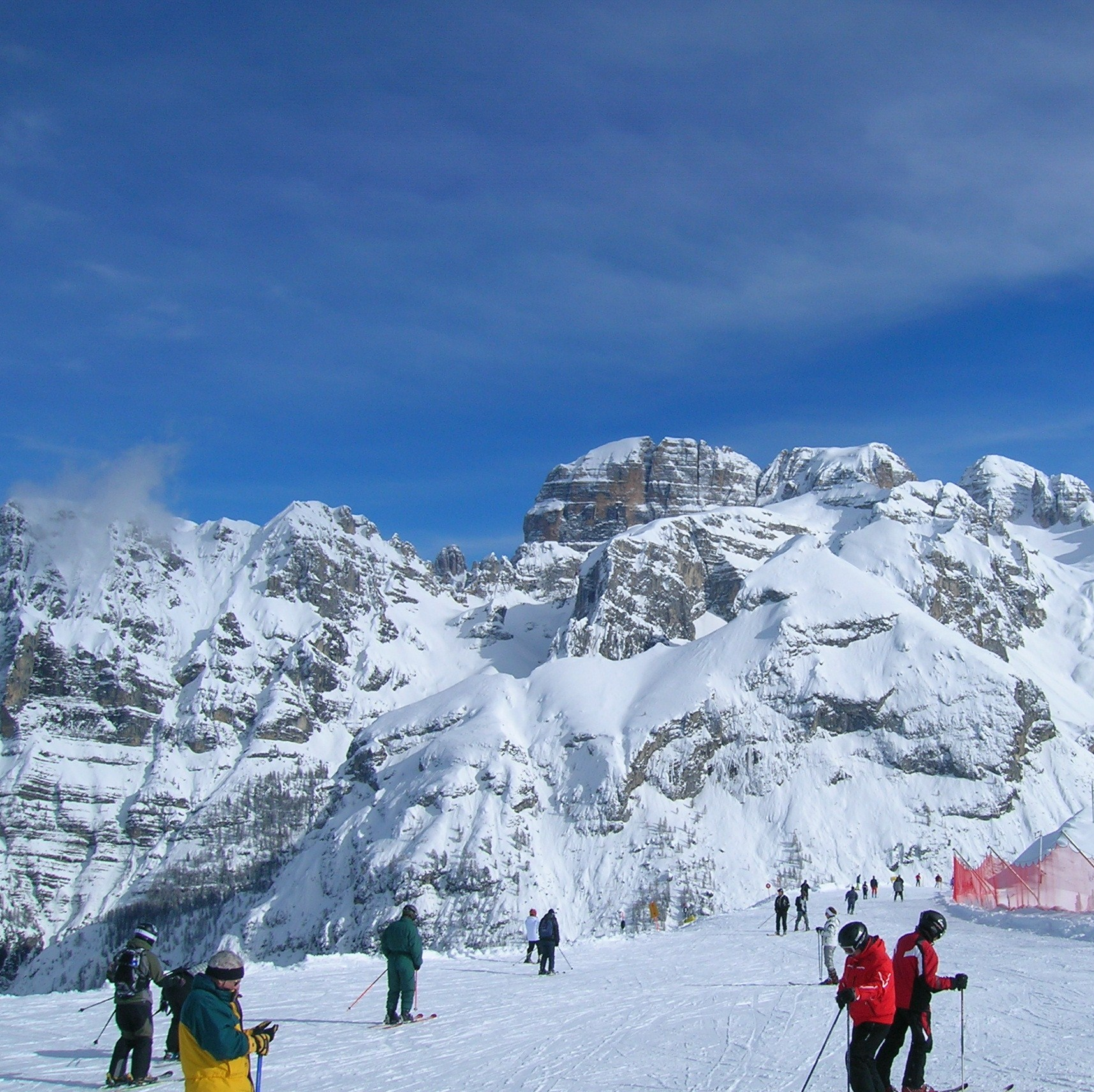
Dolomiti di Brenta - Doss del Sabion

Alla frazione Madonna di Campiglio, il 4 giugno 1999, si è conclusa la 20ª tappa del Giro d'Italia 1999 con la vittoria di Marco Pantani. Inoltre regolarmente ivi si tengono la Coppa del Mondo di Sci (storiche le vittorie di Alberto Tomba), nonché importanti eventi di altre discipline invernali come il freestyle. Degno di nota l'annuale "Wrooom", che vede protagoniste le scuderie Ferrari e Ducati, i cui piloti, collaudatori e dirigenti si concedono ai fans in una settimana di sciate, divertimento e gare in kart chiodati sul laghetto ghiacciato.
La 24 ore di Pinzolo di sci da fondo si tenne in anni passati.
Per anni Pinzolo è stata località di ritiro pre-campionato sia delle formazioni giovanili del Milan, sia di numerose squadre di Serie A: dal 2006 al 2010 ha ospitato la Juventus; nel 2010 ha ospitato anche il Catania; dal 2011 al 2014 è stata sede dei ritiri estivi dell'Inter; dal 2015 al 2017 è stata scelta come località principale per il ritiro estivo dalla Roma a cui si sono aggiunte Sampdoria e Parma; nel 2018, Pinzolo ha ospitato il ritiro estivo del Bologna di Filippo Inzaghi. I Felsinei si sono accasati per il ritiro estivo anche nel 2020 e 2021, questa volta con Siniša Mihajlović come allenatore; negli anni a venire è stato ospitato il Torino.